# Antena 1
Az Antena 1 egy romániai kereskedelmi tévécsatorna, amely az Intact Media Group-hoz tartozik. Tulajdonosa Dan Voiculescu üzletember, aki a Konzervatív Párt elnöke is.

## Története
Az Antena 1 1993 november 29-én este 21:30-kor sugározott először, habár csak 1994 április 14-én lett hivatalosan bejegyezve. 1996-tól műholdról sugároz.